# Emil-Stumpp-Archiv
Das Emil-Stumpp-Archiv ist eine Kunstsammlung.

## Geschichte
Als der Grafiker Emil Stumpp 1941 während seines Aufenthaltes in der Haftanstalt Stuhm starb, befand sich sein beruflicher Nachlass nicht in der Königsberger Wohnung der Familie, sondern in Stumpps Berliner Atelier. So fiel der umfangreiche Nachlass an Stumpps in Berlin arbeitende Tochter Hedwig und ihren Mann, den Komponisten Kurt Schwaen. Durch einen Bombenangriff wurden das Haus und das Atelier in der Offenbacher Straße schwer beschädigt und ein kleiner Teil des Nachlasses vernichtet. Kurt Schwaen, der mittlerweile zur Wehrmacht eingezogen worden war, erhielt „Bombenurlaub“ und konnte das erhaltene Archiv in den Keller des Hauses verbringen.
Schon im Juni 1945 konnten Hedwig und Kurt Schwaen die erste Stumpp-Ausstellung in Berlin nach dem Zweiten Weltkrieg ausrichten und neue Unterbringungsmöglichkeiten für das Archiv finden. Drei Archivumzüge innerhalb eines Jahres im zerstörten Berlin zu bewältigen, war eine heute kaum mehr vorstellbare Leistung. Später kam das Emil-Stumpp-Archiv in das Märkische Museum und in das Zeughaus (das spätere Deutsche Historische Museum) und schließlich zu Schwaen in Berlin-Mahlsdorf; zur Aufnahme des Archivs wurde im Garten ein Pavillon errichtet.

## Gegenwart
Seit Mitte der 1990er Jahre befand sich das Archiv bei Stumpps Neffen Michael Stumpp, zunächst in Birstein und seit 1998 in Gelnhausen. Seit 2024 wird der Bestand in Frankfurt am Main archiviert: Deutsches Exilarchiv 1933-1945. Neben mehreren tausend Originalen enthält der Bestand zahlreiche Lithographien, Zeichnungen, Aquarelle, Tagebücher und Briefe. Teile des Nachlasses – u. a. etwa 340 Zeichnungen, Lithographien und Tagebücher – befinden sich im Institut für Zeitungsforschung in Dortmund.